# Diocesi di Ulpiana
La diocesi di Ulpiana (in latino Dioecesis Ulpianensis) è una sede soppressa e sede titolare della Chiesa cattolica.

## Storia
Ulpiana, i cui resti si trovano nel territorio del comune di Lipjan in Kosovo, è un'antica sede vescovile della provincia romana della Dardania, suffraganea dell'arcidiocesi di Scupi (o di Dardania).
Sono documentati tre vescovi di Ulpiana. Al concilio di Sardica, celebratosi tra il 343 e il 344, prese parte il vescovo Macedonio. Dalmazio sottoscrisse la lettera dei vescovi della Dardania all'imperatore Leone nel 458 in seguito all'uccisione del patriarca alessandrino Proterio. Infine Paolo fu tra i padri del concilio di Costantinopoli del 553 e sottoscrisse il Constitutum di papa Vigilio relativo ai Tre Capitoli.
Dal 1933 Ulpiana è annoverata tra le sedi vescovili titolari della Chiesa cattolica; la sede è vacante dal 4 luglio 2024.

## Cronotassi

### Vescovi
- Macedonio † (menzionato nel 343/344)
- Dalmazio † (menzionato nel 458)
- Paolo † (menzionato nel 553)

### Vescovi titolari
- Luigi Zaffarami † (10 febbraio 1933 - 19 settembre 1939 deceduto)
- Beato Vasile Aftenie † (12 aprile 1940 - 10 maggio 1950 deceduto)
- János Bárd † (20 novembre 1950 - 23 settembre 1982 deceduto)
- Raúl Horacio Scarrone Carrero † (13 ottobre 1982 - 15 giugno 1987 nominato vescovo di Florida)
- Salvatore Boccaccio † (29 ottobre 1987 - 17 marzo 1992 nominato vescovo coadiutore di Sabina-Poggio Mirteto)
- Carlo Maria Viganò (3 aprile 1992 - 4 luglio 2024 sollevato)